# Danutė Budreikaitė
Danutė Budreikaitė (ur. 16 maja 1953 w Wilnie) – litewska polityk, ekonomistka, posłanka do Parlamentu Europejskiego.

## Życiorys
W 1978 ukończyła studia ekonomiczne na Uniwersytecie Wileńskim. W 1986 obroniła doktorat w instytucie ekonomii i matematyki w Moskwie. W 1999 uzyskała dyplom wykładowcy w zakresie integracji europejskiej.
Była pracownikiem naukowym instytutu ekonomii Litewskiej Akademii Nauk (od 1977 do 1980 i ponownie od 1987 do 1997). W drugiej połowie lat 90. zajmowała się koordynacją projektów w agencji restrukturyzacji przedsiębiorstw „Consulta”. W latach 1998–2003 była ekspertem ds. europejskich w administracji rządowej (w departamencie integracji gospodarczej). W 2001 zaczęła prowadzić wykłady z tej dziedziny na Uniwersytecie Wileńskim.
W 2004 wstąpiła do Partii Pracy. W tym samym roku z ramienia tego ugrupowania została wybrana do Parlamentu Europejskiego. Należała do Grupy Parlamentarnej Porozumienia Liberałów i Demokratów na rzecz Europy. W 2009 bez powodzenia ubiegała się o reelekcję z listy Chrześcijańsko-Konserwatywnego Związku Socjalnego. W późniejszych latach związała się z Partią Wolności.